# False Cape Mount
Koordinaten: 6° 42′ 54,4″ N, 11° 22′ 5,4″ W
Das False Cape Mount (deutsch: das falsche Kap Mount) an der westafrikanischen Atlantikküste ist ein markanter Punkt der liberianischen Küste, erkennbar als auffälliger, dicht bewaldeter Berg. Es befindet sich kaum vier Kilometer östlich vom  „richtigen“ Kap Mount und konnte deshalb bei schlechter Sicht (dunstige Atmosphäre oder Regen) leicht mit dem richtigen Seezeichen verwechselt werden. In historischen englischen Seekarten des 17. Jahrhunderts wurde das bei Robertsport liegende Kap auch mit Little Cape Mount oder Half Cape Mount bezeichnet.

## Geschichte
Der erste Europäer, der die Küstenregion um  Kap Mount  erreichte, war 1458 der portugiesische Entdecker Diogo Gomes. Er bereiste im Auftrag Heinrichs des Seefahrers die afrikanische Westküste. Eine genauere Untersuchung der Pfefferküste, zu dem diese Region gehört, wurde von Pieto de Sintra und Luis de Cadamosto vorgenommen.